# La mansión de la locura
Pour plus de détails, voir Fiche technique et Distribution.
La mansión de la locura, parfois traduit Le Manoir de la folie, est un film d'épouvante fantastique mexicain sorti en 1973 et réalisé par Juan López Moctezuma, dans son premier long-métrage en tant que réalisateur. L'artiste surréaliste Leonora Carrington a supervisé les décors et les costumes. Le producteur du film, Roberto Viskin, a auparavant produit le film surréaliste d'Alejandro Jodorowsky, El topo (1970).
Situé dans la France du XIXe siècle, le film suit un journaliste visitant un asile d'aliénés rural dans lequel il découvre que les détenus ont pris le dessus sur les médecins et le personnel, et ont mis en place une série de traitements effroyables. Il est librement inspiré de la nouvelle d'Edgar Allan Poe Le Système du docteur Goudron et du professeur Plume publiée en 1845.

## Synopsis
Dans la France du début du XIXe siècle, le journaliste Gaston LeBlanc visite un hôpital psychiatrique tentaculaire et isolé dans les montagnes où le docteur Maillard aurait inventé des traitements révolutionnaires pour les malades mentaux. Gaston est accompagné de son vieil ami Julien Couvier, de Blanche, la cousine de Julien, et d'Henri, le cocher du fiacre. Julien, Blanche et Henri partent après avoir été confrontés à plusieurs gardes agressifs et bizarres à l'entrée de l'hôpital, ce qui terrifie Blanche.
Gaston rencontre le docteur Maillard et sa belle nièce, Eugénie. Gaston remarque rapidement que sous le « système apaisant » de Maillard, les patients de l'hôpital semblent être en liberté, agissant de manière maniaque et parfois violente, et s'engageant dans des activités religieuses de type sectaire, que Maillard encourage. Pendant ce temps, le fiacre transportant Julien et Blanche est attaqué par une bande d'hommes qui accablent le cocher Henri, ce qui pousse Julien et Blanche à s'enfuir à pied dans les bois. Blanche est rattrapée et brutalement violée, et Julien est également capturé et torturé par les hommes, mais il finit par s'échapper, errant dans les bois toujours ligoté.
Lors de sa première nuit à l'asile, Gaston fait un rêve hallucinatoire et accuse ensuite Maillard d'être un imposteur, de maltraiter ses patients et de contrôler Eugénie. Maillard répond que, malgré son apparence calme, Eugénie est bien plus dangereuse et violente qu'il n'y paraît. En observant les méthodes de plus en plus excentriques du « système d'apaisement » de Maillard, Gaston commence à douter de la stabilité mentale du docteur. Dans le donjon du docteur, des innocents sont enchaînés, torturés et enfermés dans des cages de verre, puis forcés de participer à d'horribles jeux d'abattage rituel. Gaston s'échappe de ses quartiers pour partir à la recherche d'Eugénie, qu'il a vue emmenée par des gardes dans les bois. Il la retrouve et la sauve, découvrant Julien en chemin, mais ils sont tous à nouveau capturés par les gardes de Maillard. Julien retrouve le père d'Eugénie, le vrai docteur Maillard, emprisonné avec le cocher Henri.
Maillard organise un rassemblement rituel de type culte dionysiaque, dont il est le meneur, au cours duquel Gaston et Eugénie sont condamnés à être brûlés sur un bûcher. Juste avant cela, le personnel d'origine, y compris le père d'Eugénie et Julien, s'échappe de la prison et attaque juste avant l'exécution de Gaston. Les prisonniers évadés, menés par le père d'Eugénie, reprennent le contrôle de l'hôpital. Le faux Maillard est abattu par Blanche, qui crie « Vive la révolution » avant de le tuer. Gaston, Julien et Blanche quittent l'asile dans la voiture dans laquelle ils sont arrivés.

## Fiche technique
- Titre original espagnol : La mansión de la locura[3]
- Réalisation : Juan López Moctezuma
- Scénario : Juan López Moctezuma, Carlos Illescas, Gabriel Weisz d'après Le Système du docteur Goudron et du professeur Plume (1845) d'Edgar Allan Poe
- Photographie : Rafael Corkidi
- Montage : Federico Landeros
- Musique : Ignacio Méndez Parra
- Décors : Leonora Carrington, Gabriel Weisz
- Production : Roberto Viskin
- Société de production : Producciones Prisma
- Pays de production :  Mexique
- Langue originale : espagnol
- Format : Couleurs par Eastmancolor - 1,85:1 - Son mono - 35 mm
- Durée : 99 minutes
- Genre : Film d'épouvante fantastique
- Dates de sortie :
  - Mexique : 10 août 1973 (Mexico)

## Distribution
- Claudio Brook : Dr Maillard / Raoul Fragonard
- Arthur Hansel : Gaston LeBlanc
- Ellen Sherman : Eugénie
- Martin LaSalle : Julien Couvier
- David Silva : le prêtre de la secte
- Mónica Serna : Blanche
- Max Kerlow : Dr. Maillard
- Susana Kamini : la prêtresse de la secte
- Pancho Córdova : le pseudo-policier
- Jorge Bekris : Henri, le cocher

## Production
L'artiste surréaliste Leonora Carrington a supervisé les décors et les costumes avec l'un de ses fils, Gabriel Weisz. L'apparition répétée d'un cheval blanc, alter ego de Carrington, et les fêtes et costumes surréalistes élaborés ont été reconnus comme démontrant la vision de l'artiste et plusieurs de ses leitmotivs. Le producteur du film, Roberto Viskin, a déjà produit le film surréaliste El Topo (1970) d'Alejandro Jodorowsky.

## Accueil critique
Le magazine Scream a écrit une critique de La mansión de la locura en 2016, écrivant que « si vous parvenez à voir au-delà de ses défauts dérangeants, vous aurez droit à un film qui n'est pas seulement visuellement époustouflant, mais qui vous laisse également avec un frisson de mélancolie inquiétante qui vous hantera pendant des jours à venir ». Dans une critique de l'édition DVD Mondo Macabro, DVD Talk a noté que le texte de l'emballage du DVD fait de son mieux pour vanter les mérites du film, qui est décrit comme « comme un film avec les Monty Python réalisé par Fellini ... sous acide ! ». Selon DVD Talk, il s'agit d'un film impressionnant, même s'il n'est pas tout à fait à la hauteur de cette affirmation.
Selon Devildead, « film inégal, mais aussi impressionnant par ses qualités visuelles, La mansión de la locura détonne, à sa sortie, par rapport à la tradition du cinéma fantastique mexicain, traditionnellement orienté vers des oeuvres à destination nettement plus populaires. Son approche avant-gardiste lui vaut une certaine renommée, notamment en Europe ».